# Ślęzany
Ślęzany (früher auch Ślężany, Śleżany) ist eine Ortschaft mit einem Schulzenamt der Landgemeinde Lelów im Powiat Częstochowski der Woiwodschaft Schlesien in Polen.

## Geschichte
Der Ort wurde im Jahr 1365 als Slanzani erstmals urkundlich erwähnt, als das Vogtamt in der Stadt Lelów mit zwei fränkischen Hufen und zwei Gärten mit Häusern im Dorf vom König Kasimir den Großen verkauft wurden. Der Name bezeichnete ursprünglich im Altpolnischen Menschen aus Schlesien (Schlesier, siehe auch Slensanen). Das Dorf ist wahrscheinlich viel älter als die erste Erwähnung, die schlesischen Siedler kamen am wahrscheinlichsten aus freiem Willen.
Politisch gehörte der Ort zum Königreich Polen (ab 1569 in der Adelsrepublik Polen-Litauen), Woiwodschaft Krakau, Kreis Lelów. Kirchlich unterstand das Dorf der Pfarrei in Staromieście (Alt-Lelów).
Nach der dritten Teilung Polens von 1795 bis 1807 gehörte das Dorf zu Neuschlesien. 1807 kam es ins Herzogtum Warschau und 1815 ins neu entstandene russisch beherrschte Kongresspolen. 1827 gab es 63 Häuser mit 300 Einwohnern.
Nach dem Ende des Ersten Weltkriegs kam Ślęzany zu Polen, Woiwodschaft Kielce. Unterbrochen wurde dies nur durch die Besetzung Polens durch die Wehrmacht im Zweiten Weltkrieg. Es gehörte dann zum Generalgouvernement.
Von 1975 bis 1998 gehörte Ślęzany zur Woiwodschaft Częstochowa.